# Hyphovatus manfredi
Hyphovatus manfredi är en skalbaggsart som beskrevs av Wewalka och Olof Biström 1994. Hyphovatus manfredi ingår i släktet Hyphovatus och familjen dykare. Inga underarter finns listade i Catalogue of Life.